# Jean-Marie Demange
Jean-Marie Demange (* 23. Juli 1943 in Toulouse; † 17. November 2008 in Thionville im Département Moselle) war ein französischer Politiker und ab 1986 Abgeordneter in der Nationalversammlung. Er gehörte der UMP an.
Am 17. November 2008 erschoss er seine Geliebte nach einem Streit in deren Haus in Thionville. Anschließend erschoss er sich selbst. Demange, der sich gerade in der Scheidung befand, hatte acht Monate zuvor die Wahl zum Bürgermeister von Thionville gegen den Sozialisten Bertrand Mertz verloren. Das Amt des Bürgermeisters hatte Demange von 1995 bis März 2008 inne.
Nach seinem Tod rückte die Politikerin Anne Grommerch für ihn in die Nationalversammlung nach.